# Отион (Ен)
Отион (фр. Haution) насеље је и општина у североисточној Француској у региону Пикардија, у департману Ен (Пикардија) која припада префектури Вервен.
По подацима из 2011. године у општини је живело 150 становника, а густина насељености је износила 16,06 становника/km². Општина се простире на површини од 9,34 km². Налази се на средњој надморској висини од 127 метара (максималној 199 m, а минималној 130 m).

## Демографија
| 1962. | 1968. | 1975. | 1982. | 1990. | 1999. | 2011. |
| ----- | ----- | ----- | ----- | ----- | ----- | ----- |
| 178   | 202   | 157   | 145   | 184   | 153   | 150   |

График промене броја становника у току последњих година